# 石川紗衣
石川 紗衣（いしかわ さえ、1995年2月15日 - ）は、大分県大分市出身のハンドボール選手。日本ハンドボールリーグのイズミメイプルレッズ所属。

## 経歴
2016年の関東学生ハンドボール・春季リーグでは2季連続の優勝に貢献し、優秀選手賞を受賞。秋季でも連覇を果たし、優秀選手賞を再び受賞した。
2017-18年シーズンに広島メイプルレッズへ加入。
2018年11月には第4回日本代表強化合宿で招集された。2018-19年シーズンはリーグ3位となる122得点を記録し、ベストセブン賞を受賞した。シーズン終了後には日本代表の第4回欧州遠征に参加。

## 詳細情報

### 年度別成績
| 年       | チーム   | 試合 | フィールド 得点 | 率   | 7m    | 合計    | 警告 | 退場 | 失格 |
| -------- | -------- | ---- | --------------- | ---- | ----- | ------- | ---- | ---- | ---- |
| 2017-18  | 広島     | 24   | 65/108          | .602 | 0/1   | 65/109  | 4    | 2    | 0    |
| 2018-19  | 広島     | 24   | 84/145          | .579 | 38/52 | 122/197 | 6    | 6    | 0    |
| JHL：2年 | JHL：2年 | 48   | 149/253         | .589 | 38/53 | 187/306 | 10   | 8    | 0    |

- 各年度の太字はリーグ最高

### JHLプレーオフ
| 年      | チーム | 試合                                                  | フィールド 得点 | 率   | 7m  | 合計 | 警告 | 退場 | 失格 |
| ------- | ------ | ----------------------------------------------------- | --------------- | ---- | --- | ---- | ---- | ---- | ---- |
| 2017-18 | 広島   | ソニーセミコンダクタマニュファクチャリング戦 (準決勝) | 5/7             | .714 | 0/0 | 5/7  | 1    | 0    | 0    |
| 2017-18 | 広島   | 北國銀行戦 (決勝)                                     | 2/3             | .667 | 0/0 | 2/3  | 1    | 0    | 0    |
| 2018-19 | 広島   | オムロン戦 (準決勝)                                   | 2/3             | .667 | 4/4 | 6/7  | 0    | 1    | 0    |

### タイトル・表彰

#### 日本ハンドボールリーグ
- ベストセブン賞：1回 (2018年)

### 記録

#### 日本ハンドボールリーグ
- フィールドゴール初得点：2017年9月2日、対飛騨高山ブラックブルズ岐阜戦（上石津総合体育館）[8]
- 7mスロー初得点：2018年9月22日、対飛騨高山ブラックブルズ岐阜戦（OKBぎふ清流アリーナ）[9]

### 背番号
- 3 (2017年 - )

## 代表歴

### 日本代表
- 欧州遠征 (2019年)